# Anthony Rex Hunter
Anthony Rex Hunter (Ashford, Kent, 23 de agosto de 1943) é um bioquímico britânico-estadunidense. É professor de biologia molecular e biologia celular do Jonas Salk Institute e da Universidade da Califórnia em San Diego.

## Premiações selecionadas
- 1994 Prêmio Internacional da Fundação Gairdner[2]
- 1994 Prêmio Charles S. Mott
- 2001 Prêmio de Medicina Keio[3]
- 2004 Prêmio Louisa Gross Horwitz[4]
- 2004 Prêmio Príncipe das Astúrias[5]
- 2005 Prêmio Wolf de Medicina[6]
- 2014 Medalha Real da Royal Society